# 卢卡斯·丰塞卡
卢卡斯·席尔瓦·丰塞卡（葡萄牙語：Lucas Silva Fonseca，1985年8月2日—）是一名巴西足球运动员，现效力于中国足球超级联赛球队天津泰达。

## 俱乐部生涯
2015年1月18日，巴伊亚宣布和卢卡斯提前解除合同。1月19日，卢卡斯转会加盟中国足球超级联赛球队天津泰达。